# Herb gminy Tczów
Herb gminy Tczów – jeden z symboli gminy Tczów, autorstwa Włodzimierza Chorązkiego, ustanowiony 3 czerwca 2013.

## Wygląd i symbolika
Herb przedstawia na tarczy  polu zielonym głowę św. Jana Chrzciciela na złotej misie (tacy). Godło herbowe nawiązuje do wezwania kościoła parafialnego w Tczowie. Barwa zielona pola herbu symbolizuje wiejski i rolniczy charakter gminy Tczów.